# 阿蒙维尔
阿蒙维尔（法語：Hamonville，法語發音：[amɔ̃vil]）是法国默尔特-摩泽尔省的一个市镇，属于图勒区。

## 地理
阿蒙维尔（48°49'40"N, 5°48'50"E）面积6.66 平方千米，位于法国大東部大區默尔特-摩泽尔省，该省份为法国东北部内陆省份，是洛林的一部分，北邻比利时、卢森堡，北起顺时针与摩泽尔省、下莱茵省、孚日省和默兹省接壤。
与阿蒙维尔接壤的市镇（或旧市镇、城区）包括：昂索维尔、贝尔内库尔、格罗鲁夫尔、芒德尔欧卡特图尔、鲁瓦约梅。

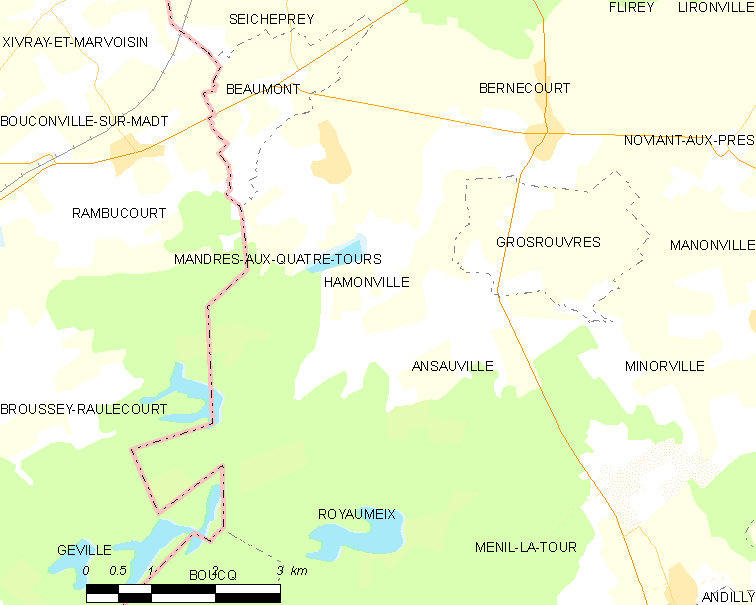
阿蒙维尔的OSM定位图

阿蒙维尔的时区为UTC+01:00、UTC+02:00（夏令时）。

## 行政
阿蒙维尔的邮政编码为54470，INSEE市镇编码为54248。

## 政治
阿蒙维尔所属的省级选区为北图卢瓦县。

## 人口

1962-2008年间阿蒙维尔人口变化图示

阿蒙维尔于2022年1月1日时的人口数量为97人。